# Uropterygius supraforatus
Uropterygius supraforatus es una especie de pez de la familia de los morénidas en el orden de los Anguilliformes.

## Morfología
Los machos pueden llegar a alcanzar los 40 cm de longitud total.

## Distribución geográfica
Se encuentra desde las Islas Chagos a las Hawái, las Islas Sociedad, las Islas Marshall y Micronesia.